# جراسيلاريا توبكاليلا (حشرة)
جراسيلاريا توبكاليلا (بالإنجليزية: Gracillaria toubkalella)‏ هي عثة من عائلة المشيقات، وهو معروف بتوطّنهِ في المغرب. تتغذى اليرقات على أنواعٍ من المران، كما يقومون بتناول أوراق نباتهم المُضِيف.